# Mirolabrichthys
Mirolabrichthys ist eine Fischgattung aus der Gruppe der Fahnenbarsche (Anthiadidae), die in den Korallenriffen des tropischen Indopazifiks vorkommt.

## Merkmale
Mirolabrichthys-Arten werden 12 bis 20 cm lang. Ihre Körperhöhe liegt bei 28 bis 37 % der Standardlänge, die Kopflänge beträgt 24 bis 30 % der Standardlänge. Charakteristisch für die Gattung ist u. a. die markante Form der Rückenflosse, besonders die der adulten Männchen. Die vierten bis zehnten Stacheln sind am längsten, der größte Teil des weichstrahligen Abschnitts der Rückenflosse ist deutlich höher als der hartstrahligen Abschnitt. Die mittleren hinteren Weichstrahlen sind am längsten, oft mit verlängerten Spitzen, die nicht von Flossenmembran umgeben sind. Ein weiteres diagnostisches Merkmal der Gattung sind die kleinen Schuppen an der Basis der normalen Schuppen. Nebenschuppen sind von auch mehreren anderen Fahnenbarschgattungen bekannt, bei diesen aber auf den Kopf, den Nacken und den Teil des Körpers vor der Rückenflosse beschränkt. Bei Mirolabrichthys wurde eine ausgedehnte Bedeckung von Kopf und Körper mit Nebenschuppen festgestellt. Das schräg stehende Maul ist endständig und relativ groß. Die Maulspalte reicht bis zum Hinterrand der Pupille oder bis zum Hinterrand des Auges. Der vordere Oberlippenabschnitt ist bei Männchen angeschwollen. In den Kiefern befinden sich einige vergrößerte Fangzähne und mehrere Reihen kleiner konischer Zähne. Auch der Gaumen ist auf einem kleinen Feld bezahnt. Auf dem Kiemendeckel befinden sich drei flache Stacheln, von denen der oberste nur schwach entwickelt und von Haut und Schuppen bedeckt ist. Das Präoperculum ist am hinteren Rand und am Winkel fein gesägt.
- Flossenformel: Dorsale X/15–18, Anale III,7–9, Pectorale 15–19, Ventrale I/5, Caudale 9–11+9+8+9–11
- Schuppenformel: 45–52/23–28.
- Wirbel: 10+15–16.[1]

## Systematik
Die Gattung wurde 1927 durch den US-amerikanischen Fischkundler Albert William Herre zusammen mit der Erstbeschreibung von Mirolabrichthys tuka eingeführt. Die Gattungsbezeichnung setzt sich zusammen aus „Mirus“ (= wunderbar), „labrum“ (= Lippe) und „ichthys“ (= Fisch). Später wurde die Gattung Mirolabrichthys zunächst Anthias und dann Pseudanthias als Untergattung zugeordnet und schließlich mit Pseudanthias synonymisiert. Grund war das bei der Beschreibung der Gattung nur die Merkmale der Männchen eine Rolle gespielt haben und eine Abgrenzung der Weibchen von den Weibchen von Pseudanthias aber fehlte. Im Januar 2022 veröffentlichte der australische Ichthyologe Anthony Gill eine Neubeschreibung der Gattung, die damit wieder zu einer gültigen Gattung wurde. Entonanthias ist ein Synonym von Mirolabrichthys.

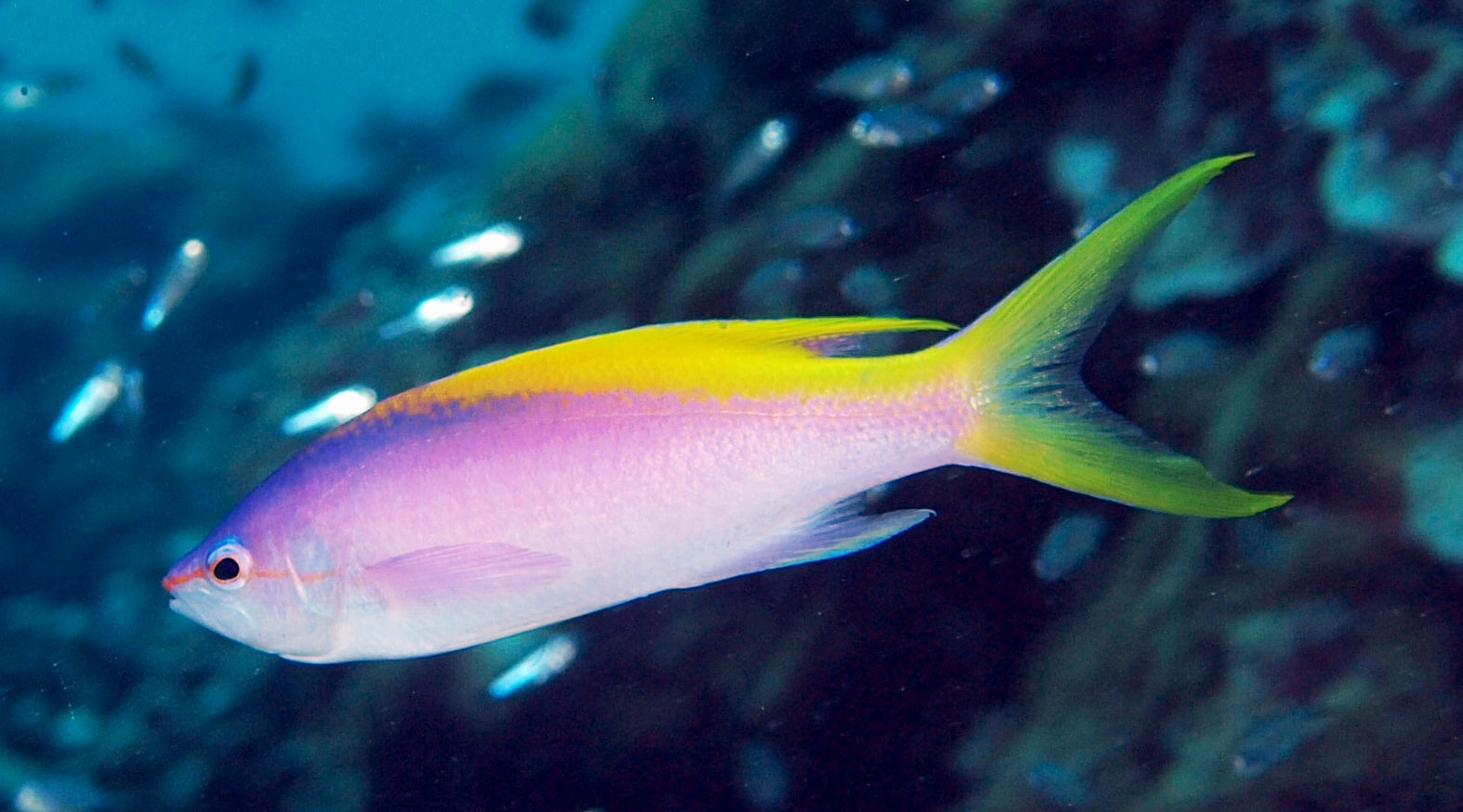
Mirolabrichthys evansi

## Arten
In der Gattung gibt es drei Arten:
- Gelbrückenfahnenbarsch (Mirolabrichthys evansi (Smith, 1954))
- Mirolabrichthys pascalus (Jordan & Tanaka, 1927)
- Purpur-Fahnenbarsch (Mirolabrichthys tuka (Herre & Montalban, 1927))